# Raïon de Kobryn
Le raïon de Kobryn (en biélorusse : Кобрынскі раён, Kobrynski raïon) ou raïon de Kobrine (en russe : Кобринский район, Kobrinski raïon) est une subdivision de la voblast de Brest, en Biélorussie. Son centre administratif est la ville de Kobryn.

## Géographie
Le raïon couvre une superficie de 2 039,79 km2, dans l'ouest de la voblast. Le raïon de Kobryn est limité au nord par le raïon de Proujany, à l'est par le raïon de Biaroza et le raïon de Drahitchyn, au sud par l'Ukraine (oblast de Volhynie) et à l'ouest par le raïon de Malaryta, le raïon de Jabinka et le raïon de Kamianets.

## Histoire
Le raïon de Kobryn fut établi le 15 janvier 1940 comme subdivision de la nouvelle voblast de Pinsk, créée le 4 décembre 1939 sur le territoire de la partie orientale de la Pologne, annexée par l'Union soviétique.

## Population

### Démographie
Les résultats des recensements de la population (*) depuis 1959 montrent une croissance continue, qui s'est interrompue dans les premières années du XXIe siècle :
| 1959*  | 1970*  | 1979*  | 1989*  | 1999*  | 2009*  |
| ------ | ------ | ------ | ------ | ------ | ------ |
| 69 236 | 75 332 | 78 216 | 88 085 | 92 044 | 88 037 |

### Nationalités
Selon les résultats du recensement de 2009, la population du raïon se composait de trois nationalités principales :
- 87,86 % de Biélorusses ;
- 6,09 % de Russes ;
- 4,5 % d'Ukrainiens.

### Langues
En 2009, la langue maternelle était le biélorusse pour 51,18 % des habitants du raïon et le russe pour 43,14 %. Le biélorusse était parlé à la maison par 79,08 % de la population et le russe par 15,68 %.